# Willem Noyons
Willem Noyons (Utrecht, 1956) is een Nederlands beeldhouwer, edelsmid, sieraadontwerper, glaskunstenaar en industrieel ontwerper.

## Leven en werk
Noyons is een zoon van edelsmid Jan Noyons (1918-1982). Hij studeerde aan de Tilburgse Academie voor Beeldende Vorming en het Kunsthistorisch Instituut van de Universiteit Utrecht. Hij is sinds 1982 actief als beeldend kunstenaar en ontwerper, hij maakt(e) onder andere ambtsketens, juwelen, objecten, prototypes en sculpturen. Noyons heeft een atelier in de stad Utrecht.

## Enkele werken
Penningen
Noyons maakte in 1992 de Reispenning de jaarpenning van de Vereniging voor Penningkunst, die verwijst naar de ontdekking van Amerika in 1492. Het werd een 'vouwpenning': de penning heeft de klassieke ronde vorm, maar Noyons voerde hem zo uit dat hij tot een kwart van de grootte kan worden ingeklapt. Enkele andere penningen die Noyons heeft ontworpen zijn een Oratiepenning voor het Universitair Medisch Centrum Utrecht (2010), een penning voor de Nederlandse Vereniging voor Neurochirurgie (2012) en de erepenning van de gemeente Hollands Kroon (2013).
Glas en keramiek
Noyons heeft een aantal gebruiksvoorwerpen van glas en keramiek ontworpen, zoals een karafset, een taartstolp/fruitschaal en vazen. Hij ontwierp een aantal gelegenheidswerken, waaronder vaasjes ter herinnering aan het huwelijk van prins Willem-Alexander en Máxima (2002), de geboorte van prinses Alexia (2005) en de troonswisseling (2013) en het DOMglas (2013) ter herinnering aan 300 jaar Vrede van Utrecht. Zijn Dubbelvaas (1997), een tweedelige kristallen vaas die op verschillende manieren kan worden gebruikt, werd opgenomen in de collecties van onder andere het Stedelijk Museum Amsterdam, het Nationaal Glasmuseum in Leerdam en het Museum of Modern Art in New York.
Reproducties
Willem Noyons houdt zich ook bezig met de reproductie en reconstructie van beeldhouwwerken. Op advies van Frits Scholten, conservator beeldhouwkunst van het Rijksmuseum Amsterdam, werd Noyons in 2005 benaderd om mee te werken aan de restauratie van beelden rond Paviljoen Welgelegen in Haarlem, het provinciehuis van Noord-Holland. De provincie had ze geschonken aan het Rijksmuseum, op voorwaarde dat ze zouden worden gerestaureerd. Noyons verzorgde bronzen kopieën van de 18e-eeuwse loden Righetti-beeldengroep en maakte reproducties van twee nisbeelden en een vijftal basreliëfs. De werken voor Welgelegen zijn geen exacte kopieën van de staat waarin ze zich bevonden; Noyons keek naar de oorspronkelijke uitvoering of tekening en ontbrekende stukken werden opnieuw gemodelleerd voor er een kopie werd gemaakt. Ook het provinciehuis zelf werd gerestaureerd. In 2009 werd het geheel heropend in aanwezigheid van koningin Beatrix.
- RKD-Nederlands Instituut voor Kunstgeschiedenis: 60074